# Пак Со Дам
Пак Со Дам (кор. 박소담) — південнокорейська акторка.

## Біографія
Пак Со Дам народилася 8 вересня 1991 року. Зі шкільних років вона мріяла стати акторкою, вже навчаючись в університеті Со Дам постійно ходила на прослуховування та кастинги, але їй скрізь відмовляли. Не полишаючи надій все ж реалізувати свою мрію, вона вирішила спробувати зніматися у незалежному кіно. Після численних ролей в короткометражках, молодій акторці все ж вдалося привернути до себе увагу режисерів, та отримати декілька невеликих ролей в художніх фільмах. Більш впізнаваною в Кореї її зробила другорядна роль в історичному фільмі «Зниклі дівчата», підвищенню популярності сприяла одна з головних ролей в містичному трилері «Священики». У 2015 році вона дебютувала на телебаченні зігравши в драмі «Червоний місяць», у наступному році Со Дам отримала головні ролі в медичній драмі «Блискучий розум» та романтичній комедії «Попелюшка з чотирма лицарями». У 2018 році молода акторка зіграла в фільмі «Паразити» режисера Пона Джун Хо, прем'єра якого відбулася у травні наступного року на Каннському кінофестивалі.

## Фільмографія

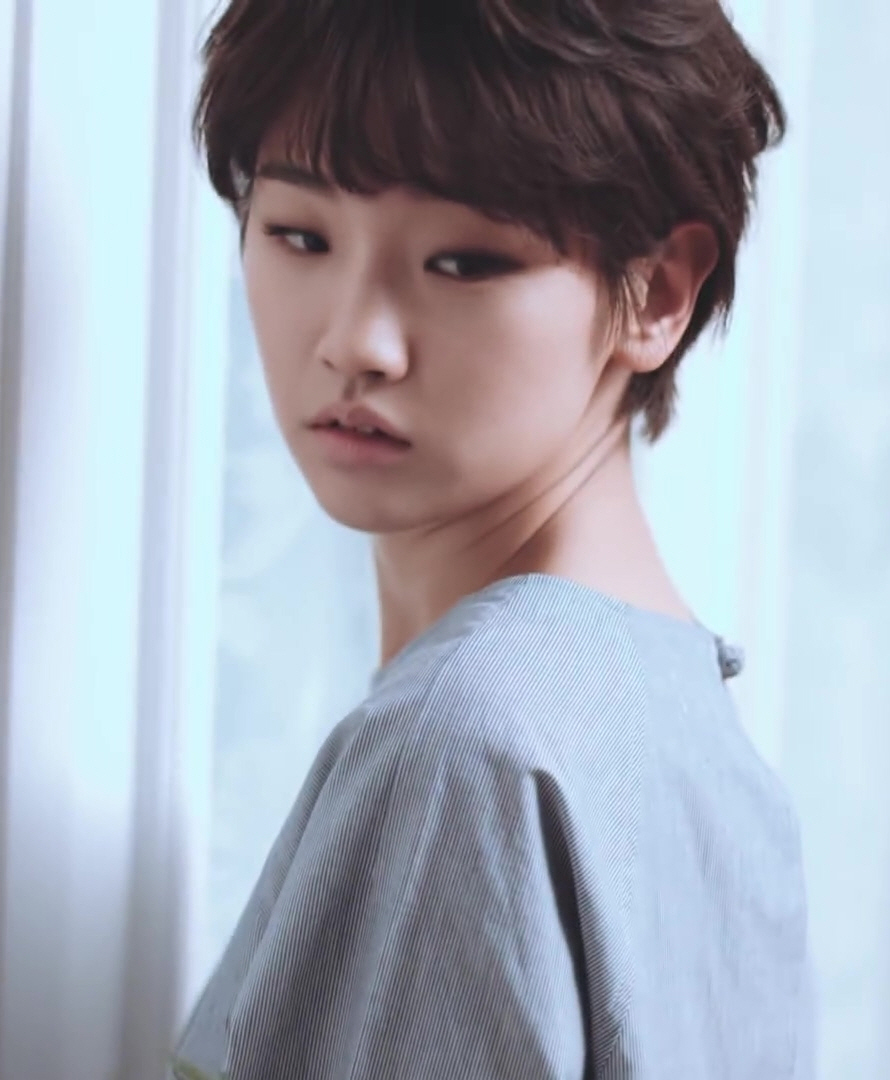
Пак Со Дам на зйомках реклами (2016 рік)

### Телевізійні серіали
| Рік  | Назва                                | Роль            | Мережа  |
| ---- | ------------------------------------ | --------------- | ------- |
| 2015 | «Червоний місяць» (спеціальна драма) | принцеса Хваван | KBS2    |
| 2015 | «Мій перший раз»                     | Хан Сон Ї       | OnStyle |
| 2016 | «Блискучий розум»                    | Кю Чін Сон      | KBS2    |
| 2016 | «Попелюшка з чотирма лицарями»       | Ин Ха Вон       | tvN     |
| 2020 | «Записки юності»                     | Ан Чон Ха       | tvN     |

### Фільми
| Рік  | Назва                                                  | Роль                          |
| ---- | ------------------------------------------------------ | ----------------------------- |
| 2013 | «Ні більше, ні менше» (короткометражний фільм)         | школярка                      |
| 2013 | «Зима холодна як сталь»                                | Чі Йон                        |
| 2013 | «Інтуджі: Битва інтернет тролів»                       | Йон Хї                        |
| 2013 | «Театр смерті» (короткометражний фільм)                | школярка                      |
| 2014 | «Спадщина»                                             | Ин Сон                        |
| 2014 | «Один на один»                                         | дівчина що доставляла каву    |
| 2014 | «Червона невинність»                                   | подруга Чун Ї                 |
| 2014 | «Юність» (сегмент «Play Girl»)                         | Йон Джу                       |
| 2014 | «Сюзі» (короткометражний фільм)                        | Сюзі                          |
| 2014 | «Неменуче» (короткометражний фільм)                    | Лі Мі Йон                     |
| 2014 | «Королівський кравець»                                 | Ю Воль                        |
| 2015 | «C'est si bon»                                         | школярка                      |
| 2015 | «Зниклі дівчата»                                       | Хон Йо Док                    |
| 2015 | «Ветеран»                                              | меншенька                     |
| 2015 | Садо                                                   | леді Мун                      |
| 2015 | «Священики»                                            | Лі Йон Сін                    |
| 2015 | «Вампир за сусідніми дверима» (короткометражний фільм) | На Мі                         |
| 2015 | «Жінка синього понеділка» (короткометражний фільм)     | Со Дам                        |
| 2016 | «Вимкнути»                                             | Лі Чі Хє (камео)              |
| 2016 | «Снігові доріжки»                                      | Марія                         |
| 2017 | «Людина волі»                                          | Хан Йон Хї (спеціальна поява) |
| 2018 | «Ода до гусака»                                        | донька власника готелю        |
| 2018 | «Невдаха» (анімаційний фільм)                          | Бамї (голос)                  |
| 2019 | «Паразити»                                             | Кі Чон                        |
| 2020 | «Фукуока»                                              | Со Дам                        |
| 2022 | «Спеціальна доставка»                                  | Ин Ха                         |
| 2023 | «Фантом»                                               | Юріко                         |

## Нагороди
| Рік  | Нагорода                                        | Категорія                                              | Робота                         | Результат | Прим.  |
| ---- | ----------------------------------------------- | ------------------------------------------------------ | ------------------------------ | --------- | ------ |
| 2015 | 24-та Кінопремія Буїль                          | Краща нова акторка                                     | «Зниклі дівчата»               | Номінація |        |
| 2015 | 52-га Премія Великий дзвін                      | Краща нова акторка                                     | «Зниклі дівчата»               | Номінація |        |
| 2015 | 36-та Кінопремія Блакитний дракон               | Краща нова акторка                                     | «Зниклі дівчата»               | Номінація |        |
| 2015 | 16-та Премія жінка в корейському кіно           | Краща нова акторка                                     | «Священики»                    | Перемога  | [ 7 ]  |
| 2015 | 16-та Премія пусанських кінокритиків            | Краща нова акторка                                     | «Зниклі дівчата»               | Перемога  |        |
| 2015 | Премія Корейської асоціації кіноакторів         | Популярна кінозірка                                    | «Священики»                    | Перемога  | [ 8 ]  |
| 2016 | 7-ма Кінопремія KOFRA                           | Краща нова акторка                                     | «Священики»                    | Перемога  | [ 9 ]  |
| 2016 | 11-та Премія Max Movie                          | Краща нова акторка                                     | «Священики»                    | Перемога  | [ 10 ] |
| 2016 | 11-та Премія Max Movie                          | Висхідна зірка                                         | Н/Д                            | Перемога  | [ 11 ] |
| 2016 | 10-та Азійська кінопремія                       | Краща акторка другого плану                            | «Священики»                    | Номінація |        |
| 2016 | 21-ша Премія мистецького кіно Chunsa            | Краща нова акторка                                     | «Священики»                    | Перемога  | [ 12 ] |
| 2016 | 52-га Премія Пексан                             | Краща нова кіноакторка                                 | «Священики»                    | Перемога  | [ 13 ] |
| 2016 | 52-га Премія Пексан                             | Краща нова акторка телебачення                         | «Мій перший раз»               | Номінація |        |
| 2016 | 5-та Премія «Зірок МААТР»                       | Краща нова акторка                                     | «Попелюшка з чотирма лицарями» | Номінація |        |
| 2016 | 25-та Кінопремія Буїль                          | Краща нова акторка                                     | «Священики»                    | Номінація |        |
| 2016 | 25-та Кінопремія Буїль                          | Краща акторка другого плану                            | «Священики»                    | Перемога  | [ 14 ] |
| 2016 | 37-ма Кінопремія Блакитний дракон               | Краща акторка другого плану                            | «Священики»                    | Перемога  | [ 15 ] |
| 2016 | 3-та Премія Корейської асоціації кінопродюсерів | Краща акторка другого плану                            | «Священики»                    | Перемога  | [ 16 ] |
| 2016 | 30-та Премія KBS драма                          | Краща нова акторка                                     | «Блискучий розум»              | Номінація |        |
| 2020 | 26-та Премія Гільдії кіноакторів                | Нагорода за найкращий акторський склад в ігровому кіно | «Паразити»                     | Перемога  | [ 17 ] |